# Germaine Germain
Germaine Boulley, surnommée Germaine Germain ou Manouche, née le 13 novembre 1913 à Paris, où elle est morte le 17 juillet 1984, est une femme des nuits parisiennes.

## Biographie
Elle est née d'une mère caissière âgée de 42 ans et d’un père chef de cuisine. À sa naissance, l’officier d’état civil aurait-il fermé les yeux sur cette appellation extravagante de Germaine Germain. Sa mère la déclara à son nom (Boulley) et décida de la prénommer Germaine en souvenir de son père. Elle fut éduquée chez les sœurs de Notre-Dame-de-Sion.
À 30 ans, en 1943, elle devient la maîtresse du truand corse Paul Carbone, dont elle aura un fils (François) pendant l’Occupation, bien que celui-ci soit marié.
Elle eut pour marraine professionnelle Mistinguett de qui elle tiendra son surnom de « Manouche »[réf. nécessaire].
Roger Peyrefitte écrira sa biographie romanesque,.